# 大韓民国国際観艦式
大韓民国国際観艦式（だいかんみんこくこくさいかんかんしき、대한민국 국제관함식、大韓民國國際觀艦式、Republic of Korea International Fleet Review）とは、大韓民国で1998年・2008年・2018年にそれぞれ開催された観艦式である。

## 1998年大韓民国海軍国際観艦式
大韓民国樹立及び建軍50周年並びに李舜臣の殉国400周年、駆逐艦 広開土大王就役の祝賀として開催された。
- 期間：1998年10月12日〜17日
- 場所：鎮海・釜山・ソウル
- 参加：11カ国の海軍艦艇21隻、26カ国の海軍の代表者、大韓民国海軍艦艇40隻

金大中大統領をはじめとする招待人事800人が広開土大王艦と補給艦 大清・華川に分乗し、観艦式に参加した外国艦艇21隻の海上査閲を実施した。釜山では一般市民への外国艦艇公開イベントと各国軍楽隊の演奏などのイベントが開かれた。

## 2008年大韓民国海軍国際観艦式
政府樹立と建軍60周年、イージス駆逐艦の導入を祝うために開会された。

### 概要
- 期間：2008年10月5日〜10日
- 場所：釜山沖、海軍作戦司令部釜山基地など
- 参加：米国・英国・ロシア・中国・日本など12カ国の海軍艦艇50隻と航空機30機

### メインイベント
- 5日：英国、ロシア、中国、日本、インド、タイ、シンガポール、インドネシアトラップが釜山基地と鎮海基地などに入港、海軍作戦社釜山基地で独島（竹島）一般公開
- 6日：米国の原子力空母 ジョージ・ワシントンや巡洋艦 カウペンス、ジョン・S・マケインなどイージス艦4隻、原子力潜水艦バッファローなどが入港
- 7日：大統領による海上観閲を実施。対艦/対空火力デモンストレーション、対テロ鎮圧訓練などのデモ
- 8日：駆逐艦忠武公李舜臣のほか日本・ロシア・中国・カナダなど9カ国の外国艦艇が、釜山基地埠頭・国際埠頭・海洋大桟橋など5カ所で9日まで公開イベント
- 9日：観艦式参加外国将兵360人の海軍軍楽/儀仗隊が釜山中区光復路一帯でパレードに参加

## 2018年済州国際観艦式
2018年10月10日から14日にかけて、済州島で国際観艦式が実施された。なお、この一環で西太平洋海軍シンポジウムが韓国ホストで開催された。

### 旭日旗掲揚問題
旭日旗（自衛艦旗）掲揚自粛を韓国側が求めたのに対し（各国に「中央マストに韓国と各国の国旗を掲揚してほしい」「艦首と艦尾には旗は掲揚しないでほしい」と要請する体裁をとった）、海上自衛隊は「国際法に裏付けられた海軍の常識から見て、降ろす選択肢はない」として、護衛艦派遣を見合わせる措置をとった。
他方、韓国側は自国の国旗と韓国の国旗だけを掲揚するのが原則と通知しておきながら、観艦式では文在寅大統領が演説した艦艇のマストに李舜臣将軍が使ったものと同じデザインの旗を掲揚しており、日本政府はこれに対し外交ルートを通じて抗議している。
11日には海上パレードが行なわれ、艦艇39隻が参加した。なお、中国海軍は軍艦の派遣を見合わせ、オーストラリア・タイ・シンガポール・カナダなどの軍艦旗を使用する海軍は、韓国の通知に従わずに、自国の軍艦旗を掲揚して観艦式に臨んだ。
観艦式に反対する市民団体の活動家が抗議活動を行った。